# Miroslav Novák (teolog)
Miroslav Novák (26. října 1907 Kyjov – 5. května 2000 Rouen) byl český teolog starozákonní vědy, duchovní, biskup a v letech 1961–1990 čtvrtý patriarcha Církve československé, od roku 1971 Církve československé husitské.

## Život
Narodil se v katolické rodině na jihovýchodní Moravě. Jeho otcem byl mlynář Leo Novák; zemřel roku 1918, když Miroslavovi bylo 11 let. Matka Anežka se pak o své tři děti starala sama. Pod dojmem z prvních českých bohoslužeb v Kyjově roku 1921 vstoupila matka i s dětmi do nově vznikající Církve československé.
Miroslav vystudoval gymnázium v Kyjově, maturoval v roce 1926. Ovlivnila jej četba Emersona a Tolstého. Po maturitě nastoupil do bohoslovecké koleje a ke studiu Husovy československé evangelické fakulty bohoslovecké v Praze. Pod vlivem profesora starozákonní vědy Slavomila Daňka se zaměřil na tentýž obor. V roce 1928 jej druhý patriarcha CČSH Gustav Adolf Procházka ve staroměstském chrámu svatého Mikuláše ordinoval na kněze. Poté, v letech 1928–1930, studoval na univerzitách v Marburgu a v Lipsku.
V letech 1930–1932 byl farářem ve Slaném, od září 1932 působil jako učitel náboženství na středních školách v Praze a souběžně přednášel starozákonní vědu a učil hebrejštinu na církevní Vysoké škole bohovědné.
Od roku 1933 publikoval v Náboženské revue CČS články se starozákonní tematikou, zejména se zaměřoval na sociálně-etický důraz zvěsti proroků. V roce 1934 získal na základě disertační práce Mesiášské ideje Předního orientu doktorát filosofie na Filozofické fakultě Univerzity Karlovy, práci podal u egyptologa Františka Lexy, s nímž vedl četné odborné diskuse. Roku 1938 byl zvolen předsedou nově ustavené Ekumenické rady mládeže v Československé republice. Roku 1945 se stal suplujícím profesorem na Husově československé evangelické fakultě bohoslovecké, po jejím rozdělení byl v roce 1950 jmenován řádným profesorem na Husově československé bohoslovecké fakultě. Roku 1964 mu tato fakulta udělila čestný doktorát teologie.
Od roku 1945 byl předsedou sedmičlenné Ústřední národní správy Církve československé. V roce 1946 byl zvolen biskupem pražské diecéze CČS a roku 1961 čtvrtým patriarchou. Pod jeho vedením CČS v roce 1964 vstoupila do Světové rady církví a na VI. sněmu v roce 1971 církev vyjádřila dokumentem Základy víry svou biblickou teologickou orientaci a přidala do svého názvu slovo „husitská“.
Miroslav Novák byl blízký komunistickému režimu, relativně dobře s ním vycházel a angažoval se v jeho společenských a mírových aktivitách. V roce 1945 vstoupil do KSČ, z níž ovšem následně vystoupil a byl veden jako důvěrný člen strany, což je praxe z let 1945-48 známá především z politického prostředí, když se komunisté snažili proniknout do demokratických stran Československa. I když na sklonku vlády režimu zveřejnil Český zápas jeho rozhodný nesouhlas z 20. listopadu 1989 se zásahem proti demonstrantům na Národní třídě, adresovaný předsedovi české vlády Františku Pitrovi, požadovalo po sametové revoluci 9 členů ústřední rady církve Novákovu okamžitou abdikaci z funkce patriarchy. Rozhodl se odejít k 15. květnu 1990 do trvalého důchodu, ostatní biskupové a ústřední rada mu poděkovali za celoživotní službu, věnovali dary a ujistili ho, že jako emeritní patriarcha se může účastnit všech akcí církve.
Stáří strávil postupně v Praze, v Domově u Spasitele ve Frýdlantu a ve francouzském Rouenu. Oženil se s Luisou Bourdonovou, kterou znal už od mládí, a v její péči dožil svůj život až do věku 92 let, zemřel 5. května 2000.